# Бішоп-Гіллс (Техас)
Бішоп-Гіллс (англ. Bishop Hills) — місто (англ. town) в США, в окрузі Поттер штату Техас. Населення — 211 особа (2020).

## Географія
Бішоп-Гіллс розташований за координатами 35°15′41″ пн. ш. 101°57′7″ зх. д. / 35.26139° пн. ш. 101.95194° зх. д. (35.261439, -101.951908).  За даними Бюро перепису населення США в 2010 році місто мало площу 0,81 км², уся площа — суходіл.

## Демографія
Згідно з переписом 2010 року, у місті мешкали 193 особи в 83 домогосподарствах у складі 63 родин. Густота населення становила 238 осіб/км².  Було 88 помешкань (108/км²).
Расовий склад населення:
| - 94,8 % — білих - 1,6 % — чорних або афроамериканців - 1,0 % — корінних американців - 2,6 % — осіб інших рас |

До двох чи більше рас належало 0,0 %. Частка іспаномовних становила 7,8 % від усіх жителів.
За віковим діапазоном населення розподілялося таким чином: 18,7 % — особи молодші 18 років, 56,9 % — особи у віці 18—64 років, 24,4 % — особи у віці 65 років та старші. Медіана віку мешканця становила 54,1 року. На 100 осіб жіночої статі у місті припадало 87,4 чоловіків;  на 100 жінок у віці від 18 років та старших — 91,5 чоловіків також старших 18 років.
Середній дохід на одне домашнє господарство  становив 170 203 долари США (медіана — 98 750), а середній дохід на одну сім'ю — 189 301 долар (медіана — 112 500). За межею бідності перебувало 2,8 % осіб, у тому числі 0,0 % дітей у віці до 18 років та 12,2 % осіб у віці 65 років та старших.
Цивільне працевлаштоване населення становило 128 осіб. Основні галузі зайнятості: освіта, охорона здоров'я та соціальна допомога — 30,5 %, роздрібна торгівля — 13,3 %, виробництво — 10,9 %, науковці, спеціалісти, менеджери — 9,4 %.